# Eerste divisie 1978/79 (nacompetitie)/Wedstrijden
Het Nederlandse Eerste divisie voetbal uit het seizoen 1978/79 kende aan het einde van de reguliere competitie een nacompetitie. De vier periodekampioenen streden om promotie naar de Eredivisie.
Winnaar van deze zevende editie werd Willem II.

## Speelronde 1
|                   |                                      |       |              |                                                                                  |
| 7 juni 1979 19:00 | Fortuna SC                           | 2 – 0 | FC Groningen | Stadion: De Baandert, Sittard Toeschouwers: 11.000 Scheidsrechter: Gerard Geurds |
| 7 juni 1979 19:00 | Peter Prauser 16' Hans Engbersen 22' |       |              | Stadion: De Baandert, Sittard Toeschouwers: 11.000 Scheidsrechter: Gerard Geurds |
| 7 juni 1979 19:00 |                                      |       |              | Stadion: De Baandert, Sittard Toeschouwers: 11.000 Scheidsrechter: Gerard Geurds |
| 7 juni 1979 19:00 |                                      |       |              | Stadion: De Baandert, Sittard Toeschouwers: 11.000 Scheidsrechter: Gerard Geurds |
|                   |                                      |       |              |                                                                                  |

|                   |                                                  |       |           |                                                                                      |
| 7 juni 1979 19:00 | Telstar                                          | 3 – 0 | Willem II | Stadion: Schoonenberg, Velsen Toeschouwers: 6.500 Scheidsrechter: Henk van Ettekoven |
| 7 juni 1979 19:00 | Chris Knoop 29' Paul Stam 51' Coen Akersloot 63' |       |           | Stadion: Schoonenberg, Velsen Toeschouwers: 6.500 Scheidsrechter: Henk van Ettekoven |
| 7 juni 1979 19:00 |                                                  |       |           | Stadion: Schoonenberg, Velsen Toeschouwers: 6.500 Scheidsrechter: Henk van Ettekoven |
| 7 juni 1979 19:00 |                                                  |       |           | Stadion: Schoonenberg, Velsen Toeschouwers: 6.500 Scheidsrechter: Henk van Ettekoven |
|                   |                                                  |       |           |                                                                                      |

## Speelronde 2
|                    |                                 | |         |                                                                                |
| 10 juni 1979 19:00 | FC Groningen                    | 2 – 0 gestaakt                                                                                      | Telstar | Stadion: Oosterpark, Groningen Toeschouwers: 12.400 Scheidsrechter: Bep Thomas |
| 10 juni 1979 19:00 | Eddy Bakker 2' Henk Veldmate 8' | in 32e minuut nadat vanuit het een publiek een mes is geworpen richting Telstar-speler Fred Bischot |         | Stadion: Oosterpark, Groningen Toeschouwers: 12.400 Scheidsrechter: Bep Thomas |
| 10 juni 1979 19:00 |                                 | |         | Stadion: Oosterpark, Groningen Toeschouwers: 12.400 Scheidsrechter: Bep Thomas |
| 10 juni 1979 19:00 |                                 | |         | Stadion: Oosterpark, Groningen Toeschouwers: 12.400 Scheidsrechter: Bep Thomas |
|                    |                                 | |         |                                                                                |

|                    |                                   |       |                   |                                                                                            |
| 10 juni 1979 19:00 | Willem II                         | 2 – 1 | Fortuna SC        | Stadion: Gemeentelijk Sportpark, Tilburg Toeschouwers: 14.500 Scheidsrechter: Henk Weerink |
| 10 juni 1979 19:00 | Henk van Rooij 17' Wil Swaans 64' |       | 75' Peter Prauser | Stadion: Gemeentelijk Sportpark, Tilburg Toeschouwers: 14.500 Scheidsrechter: Henk Weerink |
| 10 juni 1979 19:00 |                                   |       |                   | Stadion: Gemeentelijk Sportpark, Tilburg Toeschouwers: 14.500 Scheidsrechter: Henk Weerink |
| 10 juni 1979 19:00 |                                   |       |                   | Stadion: Gemeentelijk Sportpark, Tilburg Toeschouwers: 14.500 Scheidsrechter: Henk Weerink |
|                    |                                   |       |                   |                                                                                            |

## Speelronde 3
|                    |                           |       |         |                                                                                  |
| 13 juni 1979 19:00 | Fortuna SC                | 1 – 0 | Telstar | Stadion: De Baandert, Sittard Toeschouwers: 12.000 Scheidsrechter: Egbert Mulder |
| 13 juni 1979 19:00 | Hans Engbersen 13' (pen.) |       |         | Stadion: De Baandert, Sittard Toeschouwers: 12.000 Scheidsrechter: Egbert Mulder |
| 13 juni 1979 19:00 |                           |       |         | Stadion: De Baandert, Sittard Toeschouwers: 12.000 Scheidsrechter: Egbert Mulder |
| 13 juni 1979 19:00 |                           |       |         | Stadion: De Baandert, Sittard Toeschouwers: 12.000 Scheidsrechter: Egbert Mulder |
|                    |                           |       |         |                                                                                  |

|                    |              |                                                                        |           |                                                                                |
| 13 juni 1979 19:00 | FC Groningen | 0 – 3                                                                  | Willem II | Stadion: Oosterpark, Groningen Toeschouwers: 16.000 Scheidsrechter: Jan Keizer |
| 13 juni 1979 19:00 |              | 14' Martin van Geel 52' (pen.) Johan Havermans 71' Clemens Bastiaansen |           | Stadion: Oosterpark, Groningen Toeschouwers: 16.000 Scheidsrechter: Jan Keizer |
| 13 juni 1979 19:00 |              |                                                                        |           | Stadion: Oosterpark, Groningen Toeschouwers: 16.000 Scheidsrechter: Jan Keizer |
| 13 juni 1979 19:00 |              |                                                                        |           | Stadion: Oosterpark, Groningen Toeschouwers: 16.000 Scheidsrechter: Jan Keizer |
|                    |              |                                                                        |           |                                                                                |

## Speelronde 4
|                    |               |       |                                      |                                                                                 |
| 17 juni 1979 19:00 | Telstar       | 1 – 2 | Fortuna SC                           | Stadion: Schoonenberg, Velsen Toeschouwers: 8.500 Scheidsrechter: Gerard Jonker |
| 17 juni 1979 19:00 | Paul Stam 75' |       | 20' Rob Hutting 42' (e.d.) Koos Kuut | Stadion: Schoonenberg, Velsen Toeschouwers: 8.500 Scheidsrechter: Gerard Jonker |
| 17 juni 1979 19:00 |               |       |                                      | Stadion: Schoonenberg, Velsen Toeschouwers: 8.500 Scheidsrechter: Gerard Jonker |
| 17 juni 1979 19:00 |               |       |                                      | Stadion: Schoonenberg, Velsen Toeschouwers: 8.500 Scheidsrechter: Gerard Jonker |
|                    |               |       |                                      |                                                                                 |

|                    |           |       |              |                                                                                            |
| 17 juni 1979 19:00 | Willem II | 0 – 0 | FC Groningen | Stadion: Gemeentelijk Sportpark, Tilburg Toeschouwers: 20.000 Scheidsrechter: Jan Severein |
| 17 juni 1979 19:00 |           |       |              | Stadion: Gemeentelijk Sportpark, Tilburg Toeschouwers: 20.000 Scheidsrechter: Jan Severein |
| 17 juni 1979 19:00 |           |       |              | Stadion: Gemeentelijk Sportpark, Tilburg Toeschouwers: 20.000 Scheidsrechter: Jan Severein |
| 17 juni 1979 19:00 |           |       |              | Stadion: Gemeentelijk Sportpark, Tilburg Toeschouwers: 20.000 Scheidsrechter: Jan Severein |
|                    |           |       |              |                                                                                            |

## Restant Speelronde 2
|                    |                  |                                    |         |                                                                               |
| 20 juni 1979 19:00 | FC Groningen     | 3 – 0                              | Telstar | Stadion: Oosterpark, Groningen Toeschouwers: 7.000 Scheidsrechter: Bep Thomas |
| 20 juni 1979 19:00 | Erwin Koeman 78' | hervat in 33e minuut bij 2-0 stand |         | Stadion: Oosterpark, Groningen Toeschouwers: 7.000 Scheidsrechter: Bep Thomas |
| 20 juni 1979 19:00 |                  |                                    |         | Stadion: Oosterpark, Groningen Toeschouwers: 7.000 Scheidsrechter: Bep Thomas |
| 20 juni 1979 19:00 |                  |                                    |         | Stadion: Oosterpark, Groningen Toeschouwers: 7.000 Scheidsrechter: Bep Thomas |
|                    |                  |                                    |         |                                                                               |

## Speelronde 5
|                    |                    |       |                     |                                                                             |
| 24 juni 1979 19:00 | Fortuna SC         | 1 – 1 | Willem II           | Stadion: De Baandert, Sittard Toeschouwers: 20.000 Scheidsrechter: Jan Beck |
| 24 juni 1979 19:00 | Hans Engbersen 36' |       | 11' Martin van Geel | Stadion: De Baandert, Sittard Toeschouwers: 20.000 Scheidsrechter: Jan Beck |
| 24 juni 1979 19:00 |                    |       |                     | Stadion: De Baandert, Sittard Toeschouwers: 20.000 Scheidsrechter: Jan Beck |
| 24 juni 1979 19:00 |                    |       |                     | Stadion: De Baandert, Sittard Toeschouwers: 20.000 Scheidsrechter: Jan Beck |
|                    |                    |       |                     |                                                                             |

|                    |               |       |                                      |                                                                              |
| 24 juni 1979 19:00 | Telstar       | 1 – 3 | FC Groningen                         | Stadion: Schoonenberg, Velsen Toeschouwers: 3.000 Scheidsrechter: Jan Keizer |
| 24 juni 1979 19:00 | Paul Stam 65' |       | 22', 61', 71' (pen.) Leen Swanenburg | Stadion: Schoonenberg, Velsen Toeschouwers: 3.000 Scheidsrechter: Jan Keizer |
| 24 juni 1979 19:00 |               |       |                                      | Stadion: Schoonenberg, Velsen Toeschouwers: 3.000 Scheidsrechter: Jan Keizer |
| 24 juni 1979 19:00 |               |       |                                      | Stadion: Schoonenberg, Velsen Toeschouwers: 3.000 Scheidsrechter: Jan Keizer |
|                    |               |       |                                      |                                                                              |

## Speelronde 6
|                    |              |       |            |                                                                                   |
| 27 juni 1979 19:00 | FC Groningen | 0 – 0 | Fortuna SC | Stadion: Oosterpark, Groningen Toeschouwers: 16.000 Scheidsrechter: Gerard Geurds |
| 27 juni 1979 19:00 |              |       |            | Stadion: Oosterpark, Groningen Toeschouwers: 16.000 Scheidsrechter: Gerard Geurds |
| 27 juni 1979 19:00 |              |       |            | Stadion: Oosterpark, Groningen Toeschouwers: 16.000 Scheidsrechter: Gerard Geurds |
| 27 juni 1979 19:00 |              |       |            | Stadion: Oosterpark, Groningen Toeschouwers: 16.000 Scheidsrechter: Gerard Geurds |
|                    |              |       |            |                                                                                   |

|                    |                                                             |       |         |                                                                                             |
| 27 juni 1979 19:00 | Willem II                                                   | 3 – 0 | Telstar | Stadion: Gemeentelijk Sportpark, Tilburg Toeschouwers: 20.000 Scheidsrechter: Gerard Jonker |
| 27 juni 1979 19:00 | Clemens Bastiaansen 43' Martin van Geel 50' Dušan Ćosić 80' |       |         | Stadion: Gemeentelijk Sportpark, Tilburg Toeschouwers: 20.000 Scheidsrechter: Gerard Jonker |
| 27 juni 1979 19:00 |                                                             |       |         | Stadion: Gemeentelijk Sportpark, Tilburg Toeschouwers: 20.000 Scheidsrechter: Gerard Jonker |
| 27 juni 1979 19:00 |                                                             |       |         | Stadion: Gemeentelijk Sportpark, Tilburg Toeschouwers: 20.000 Scheidsrechter: Gerard Jonker |
|                    |                                                             |       |         |                                                                                             |

## Voetnoten
SC Amersfoort ·
FC Amsterdam ·
FC Den Bosch '67 ·
SC Cambuur ·
FC Dordrecht ·
Eindhoven ·
Excelsior ·
Fortuna SC ·
De Graafschap ·
FC Groningen ·
sc Heerenveen ·
Helmond Sport ·
Heracles '74 ·
SVV ·
Telstar ·
SC Veendam ·
FC Vlaardingen '74 ·
FC Wageningen ·
Willem II
Eredivisie

1960 · 1975 · 1987 · 1988
Eerste divisie

1973 · 1974 · 1975 · 1976 · 1977 · 1978 · 1979 · 1980 · 1981 · 1982 · 1983 · 1984 · 1985 · 1986 · 1987 · 1988 · 1989 · 1990 · 1991 · 1992 · 1993 · 1994 · 1995 · 1996 · 1997 · 1998 · 1999 · 2000 · 2001 · 2002 · 2003 · 2004 · 2005

Vanaf 2006 staan alle competities op 1 pagina.

2006 · 2007 · 2008 · 2009 · 2010 · 2011 · 2012 · 2013 · 2014 · 2015 · 2016 · 2017 · 2018 · 2019 · 2020 · 2021 · 2022 · 2023 · 2024